# Ty i ja
Ty i ja (russisk: Ты и я, da.: Du og jeg) er en sovjetisk spillefilm fra 1971 instrueret af Larisa Sjepitko.

## Medvirkende
- Leonid Djatjkov som Pjotr
- Jurij Vizbor som Sasja
- Alla Demidova som Katja
- Natalja Bondartjuk som Nadja
- Leonid Markov som Sergej